# ジョージ・コヴェントリー (第6代コヴェントリー伯爵)

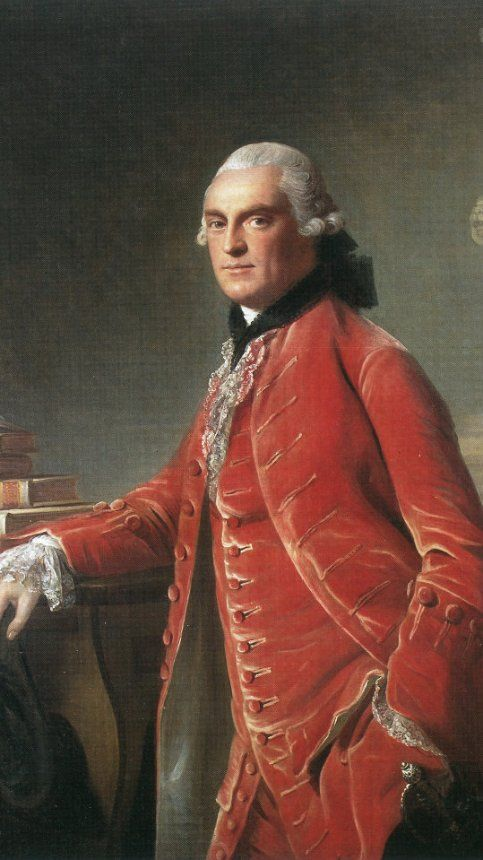
アラン・ラムゼーによる肖像画。

第6代コヴェントリー伯爵ジョージ・ウィリアム・コヴェントリー（英語: George William Coventry, 6th Earl of Coventry、1722年4月26日 – 1809年9月3日）は、イギリスの貴族、政治家。1744年から1751年まで庶民院議員を務めた。

## 生涯
第5代コヴェントリー伯爵ウィリアム・コヴェントリーと妻エリザベス（Elizabeth、旧姓アレン（Allen）、1738年11月23日没、ジョン・アレンの娘）の次男（長男トマス・ヘンリーは1744年に死去）として、1722年4月26日に生まれた。洗礼式で初代ニューカッスル公爵トマス・ペラム=ホリスが名親を務めた。1730年から1737年までウィンチェスター・カレッジで教育を受けた後、1737年7月6日にオックスフォード大学ユニヴァーシティ・カレッジに入学、1739年11月20日にM.A.の学位を修得した。
1744年にブリッドポート選挙区の現職議員だった兄トマス・ヘンリーが死去すると、父の影響力により補欠選挙で当選した。1747年イギリス総選挙では西インド出身のジョン・フレデリック・ピニーが立候補したため、コヴェントリーはピニーを「20万ポンドの財布」（a purse of two hundred thousand pounds）と形容して、選挙戦を避けてカウンティ選挙区のウスターシャー選挙区に鞍替えした。ウスターシャーでは無投票で当選した。議会では1745年10月に1745年ジャコバイト蜂起の原因調査動議に賛成票を投じ、1746年4月にハノーファー兵への資金援助に反対票を投じるなど野党の立場にあった。
1751年3月18日に父が死去すると、コヴェントリー伯爵位を継承した。父の死と同日にニューカッスル公爵に手紙を書き、父が務めていたウスターシャー統監の官職への就任を申請して成功し、同年5月7日から1808年11月23日まで務めた。1752年11月22日にジョージ2世の寝室侍従に任命され、1760年にジョージ3世が即位したときも留任したが、1770年1月16日に辞任した。

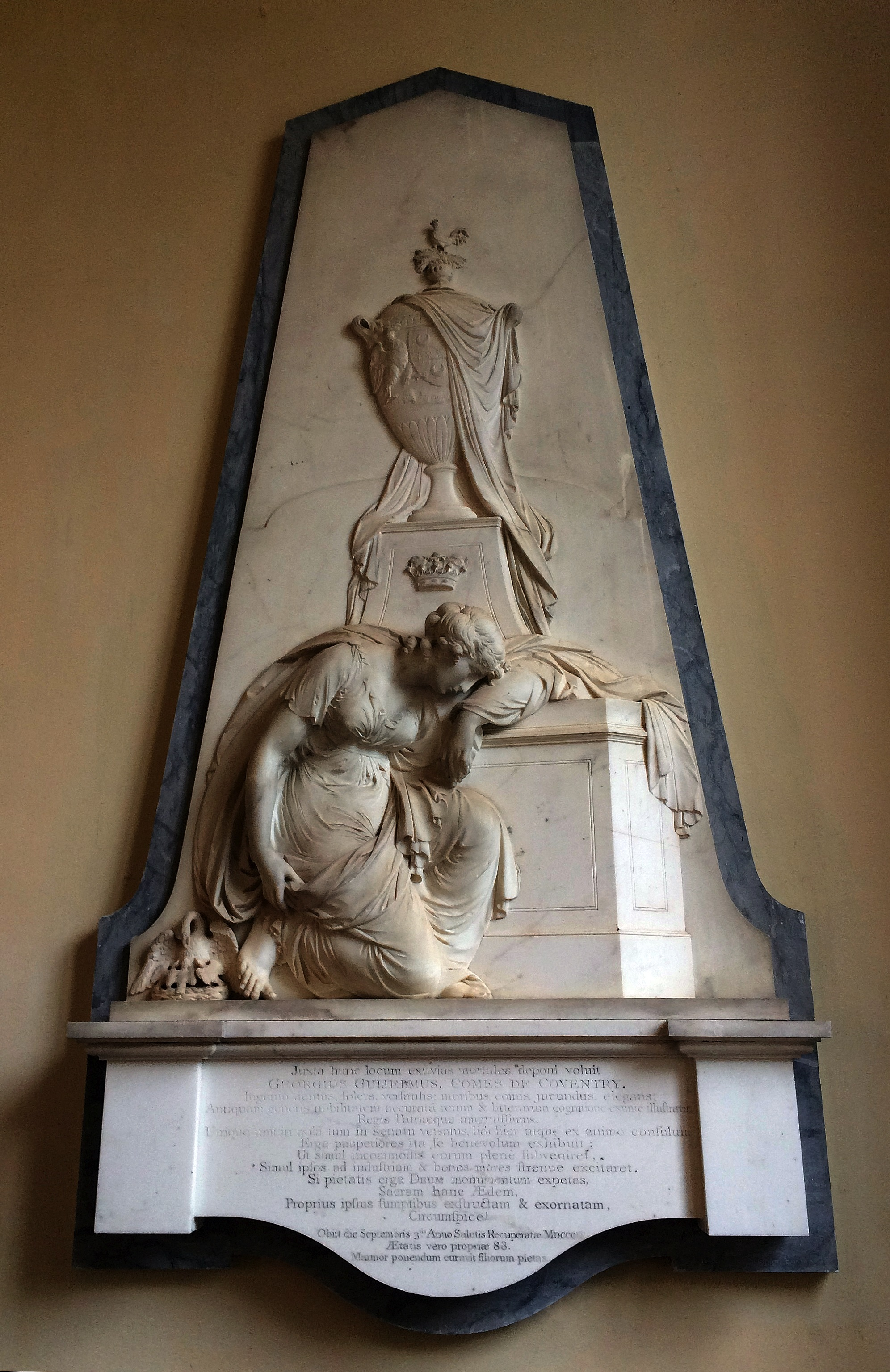
クルームの教会にある、第6代コヴェントリー伯爵の記念牌。2015年撮影。

1809年9月3日にピカデリーで死去、息子ジョージ・ウィリアムが爵位を継承した。

## 家族と私生活

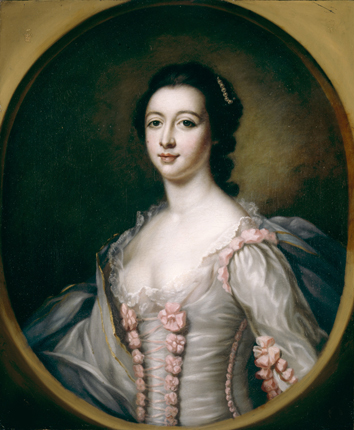
1人目の妻マリア、1760年。

1752年3月5日、マリア・ガニング（Maria Gunning、1732年8月15日洗礼 – 1760年9月30日、ジョン・ガニングの娘）と結婚、1男2女をもうけた。
- ジョージ・ウィリアム（1758年4月25日 – 1831年3月26日） - 第7代コヴェントリー伯爵[1]
- メアリー・アリシア（Mary Alicia、1784年1月8日没） - 1777年6月29日、第2代準男爵サー・アンドルー・ベイントン＝ロルト（英語版）（1816年8月12日没）と結婚[9]
- アン・マーガレット - 1778年10月24日、エドワード・フォーリー閣下（英語版）（1747年 – 1803年、初代フォーリー男爵トマス・フォーリー（英語版）の息子）と結婚して、1男をもうけたが、1787年5月21日に離婚した[10]。その後、サミュエル・ライト（Samuel Wright）大尉と再婚した[9]

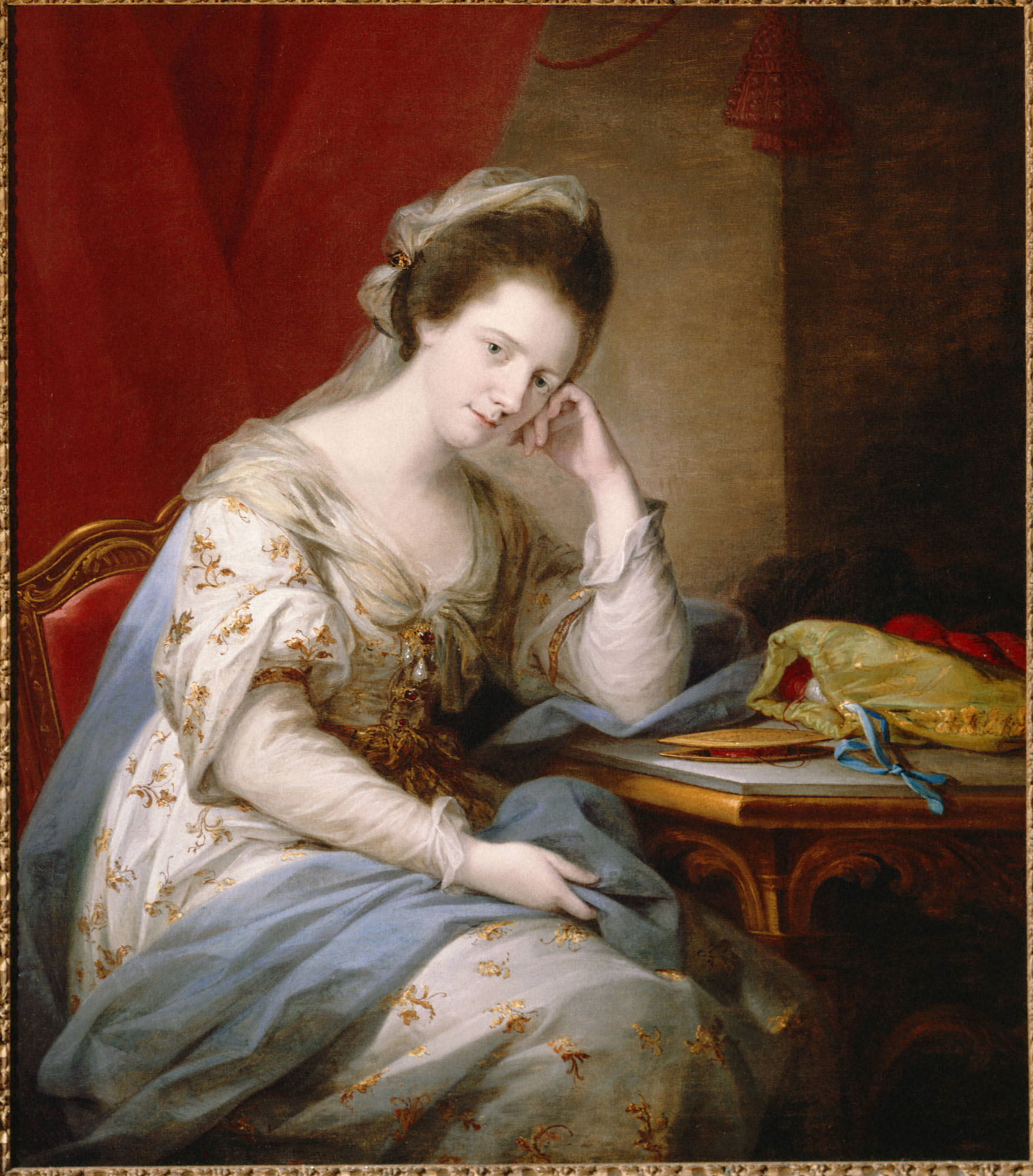
2人目の妻バーバラ。アンゲリカ・カウフマン画。

1764年9月27日、バーバラ・シンジョン（Barbara St John、1804年11月25日没、第11代ブレッツォのシンジョン男爵ジョン・シンジョンの娘）と再婚、2男1女をもうけた。
- ジョン（1765年6月20日 – 1829年11月12日） - 1788年、アン・クレイトン（Anne Clayton、1809年8月没）と結婚、子供あり。1809年8月、アンナ・マリア・ポープ（Anna Maria Pope、1837年3月28日没、フランシス・イーヴスの娘、エベニーザー・ポープの未亡人）と再婚[9]
- トマス・ウィリアム（英語版）（1778年12月24日 – 1816年4月） - クラーク氏（Clarke、1806年12月没）と結婚、子供あり[9]

マリアが社交界の花形だったのに対し、バーバラはロンドンでの喧騒より郊外を好み、コヴェントリー伯爵と気が合ったという。バーバラはコヴェントリー伯爵が趣味とした植物収集も支持した。

### クルーム・コート

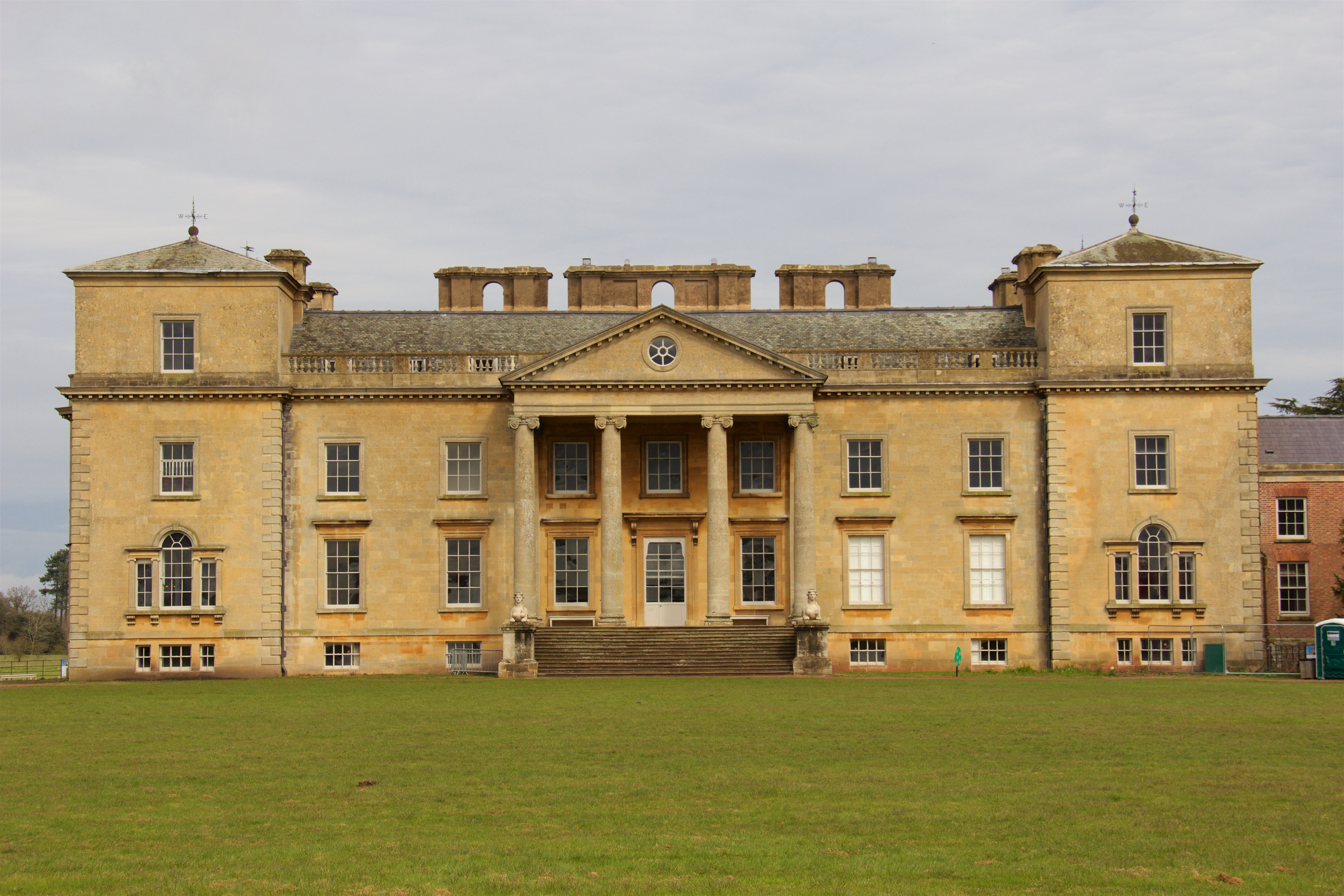
クルーム・コート、2016年撮影。

父の存命中より邸宅クルーム・コートの大規模改築を計画しており、1751年の父の死で爵位を継承すると即座に実施に移した。この改築にははじめランスロット・ブラウン、ついでロバート・アダムが招聘され、1790年代末から1800年代初には最後の工事にジェームズ・ワイアットが招聘され、合計で21世紀初の3,500万ポンドにあたる金額が費やされた。